# تی. کلمن دو پون
تی. کلمن دو پون (به انگلیسی: T. Coleman du Pont) سناتور سابق عضو حزب جمهوری‌خواه ایالات متحده آمریکا بود. وی در سال ۱۹۲۱ تا ۱۹۲۲ و ۱۹۲۵ تا ۱۹۲۸ میلادی سناتور ایالت دلاویر در سنای ایالات متحده آمریکا بود.